# Francisco Rojas Zorilla
Francisco Rojas Zorilla (Toledo, 1607 — 1647) foi um autor dramático espanhol. A sua produção tetral inclui obras trágicas e cómicas. Entre as primeiras destacam-se a comédia Del Rey abajo ninguno, onde é abordado, com grande intensidade trágica, o conflito entre o sentimento da honra conjugal e a fidelidade ao rei. Das suas obras cómicas sobressai Entre bobos anda el juego, o seu trabalho mais bem conseguido dentro do género denominado "figurón", é que ele próprio criou.
Zorilla foi um seguidor de Calderón e apesar da relativa brevidade da sua vida (m. 1647), compôs um total de 70 comédias, 15 autos sacramentais e 2 emtremezes, sem contar com mais 22 obras de autoria duvidosa ou apócrifa.
A maior parte das suas obras foram publicadas entre 1640 e 1645.
1. ↑  http://www.ucl.ac.uk/black-legend-scripts/records.php?author=81